# SMARCC1
SMARCC1 es una proteína que forma parte del complejo SWI/SNF y es codificada por el gen smarcc1.
Esta proteína pertenece a la familia de proteínas SWI/SNF, cuyos miembros presentan actividad helicasa y ATPasa y parecen estar implicados en la regulación de la transcripción de ciertos genes por medio de la alteración de la estructura de la cromatina alrededor de dichos genes. SMARCC1 forma parte de un complejo implicado en la remodelación de la cromatina y contiene un motivo de cremallera de leucina típico de muchos factores de transcripción.

## Interacciones
La proteína SMARCC1 ha demostrado ser capaz de interaccionar con:
- BAZ1B[cita requerida]
- SIN3A[3][4]
- SMARCA2[3][5]
- ING1[4]
- SMARCB1[3][5]
- SMARCA4[3][5][6][7]